# تپه کچل ۲
تپه کچل ۲ مربوط به هزاره سوم قبل از میلاد است و در شهرستان سرپل ذهاب، بخش مرکزی، دهستان حومه سرپل، ۵۰ متری جنوب غرب تپه کچل ۱، ۲ کیلومتری شمال شرق روستای دستک علیا واقع شده و این اثر در تاریخ ۲۶ اسفند ۱۳۸۷ با شمارهٔ ثبت ۲۵۷۲۷ به‌عنوان یکی از آثار ملی ایران به ثبت رسیده است.